# 阿迪尔·扎米尔·阿卜杜·阿尔·摩辛·扎米尔
阿迪尔·扎米尔·阿卜杜·阿尔·摩辛·扎米尔（1963年8月23日—），出生在科威特城。被逮捕并拘留在美国位于古巴的关塔那摩海军基地。 

根据美国国防部的信息.阿尔·扎米尔的关塔那摩身份号码为568。美国国防部称阿尔·扎米尔于1963年8月23日出生在科威特的科威特城。

## 战斗人员身份审查法庭
最开始布什政府宣称他们可以保证所有反恐战争中的俘虏们根据日内瓦公约而获得的保护。该政策在司法部遭到质疑。有批评认为对于俘虏是否可享受战犯的待遇，美国不能逃避其作为一个有管辖权的仲裁机关来决定这个问题的责任。
接下来国防部创立了战斗人员身份审查法庭。然而，这些审查法庭没有权利决定战犯是否为“合法”的战斗人员 --- 他们只能够对于这些战犯是否之前被界定为布什政府所定义的敌方战斗人员作出建议。
阿尔·扎米尔选择参与他的战斗人员身份审查法庭。

### 指控
针对阿尔·扎米尔的指控包括：
一个与基地组织有关的被扣押者。
1. 该被扣押者承认与被扣押者阿卜·阿卜杜勒·阿齐兹(又名阿卜杜勒·阿齐兹·阿尔-马特拉夫)以及萨马·汉德在喀布尔, 赫拉特和坎大哈建立瓦法组织。被扣押者在其坎大哈办公室工作。
2. 瓦发组织位列13324号行政命令之上，是一个进行或者将会进行恐怖活动而造成极大危险的实体。
3. 被扣押者与苏里曼·阿卜·盖思有紧密联系，并承认盖思为基地组织和奥萨玛·本·拉登的发言人。
4. 被扣押者在巴基斯坦一间住所内居住了几个星期，并策划逃离该国。他和其他16人后来在该住所内被巴基斯坦当局逮捕。
5. 被扣押者事先知道九一一袭击事件的计划。

## 管理检讨委员会聆讯
被界定为“敌方战斗人员”的被扣押者按计划要在每年管理检讨委员会的聆讯中就他们的案底进行检讨。管理检讨委员会没有权力就一个被扣押者是否为战犯来进行检查，也没有权力检查一个被扣押者是否能定性为“敌方战斗人员”。
他们有权力做的事就是考虑一名被扣押者时候应该继续被美国扣押，由于他们还在造成威胁；或是应该被安全的遣返到他们的所属国进行监禁；或是应该被释放。
支持和反对继续扣押阿尔·扎米尔的因素都在国防部于2006年3月3日发表的121中。

### 下列的支持继续扣押的主要因素
a. 评论
1. 被扣押者事先知道九一一袭击事件的计划。
2. 被扣押者被认为是塔克菲理组织的一员, 但不是伊斯兰圣战主义组织的成员，因为他没有为此而甘愿献身的毅力。
3. 达克非，或者叫“指责名不副实的穆斯林的组织”，是1970年代在埃及建立的。这个组织的名称在埃及以外也被采用，因为其成员通常都是逃犯。这一部分是因为他们激进的观念，包括制定推翻不完全基于伊斯兰教教法的政府的目标。

b. 联系/组织
1. 该被扣押者承认与被扣押者阿卜·阿卜杜勒·阿齐兹(又名阿卜杜勒·阿齐兹·阿尔-马特拉夫)以及萨马·汉德在喀布尔, 赫拉特和坎大哈建立瓦法组织。被扣押者在其坎大哈办公室工作。
2. 根据一项外国政府调查，非政府组织“瓦法”全名叫作“al Wafa al Igatha al Islamia”(瓦法人道主义组织)。其大本营在沙特阿拉伯，并相信与奥萨玛·本·拉登和阿富汗圣战战士有联系。
3. 被扣押者与苏里曼·阿卜·盖思有紧密联系，并承认盖思为基地组织和奥萨玛·本·拉登的发言人。
4. 被扣押者与基地组织的发言人苏里曼·阿卜·盖思及其家属一起到卡拉奇以帮助苏里曼·阿卜·盖思安全的从巴基斯坦撤离。
5. 被扣押者声称法埃兹·艾坎大里在他的住所内待过一个星期。
6. 法埃兹·艾坎大里是奥萨玛·本·拉登的法律顾问和亲密朋友。
7. 被扣押者曾被邀请到一个牵涉到2002年10月美国海军陆战队在科威特费拉卡被袭击事件的人的居所。
8. 被扣押者拥有一名在2002年10月杀死一名美国海军陆战队员之后又被杀的人的电话号码。
9. 被扣押者曾因涉嫌牵涉达克非运动而被科威特政府调查。

c. 其他相关数据
1. 被扣押者在巴基斯坦一间住所内居住了几个星期，并策划逃离该国。他和其他16人后来在该住所内被巴基斯坦当局逮捕。
2. 被扣押者曾有参加偏激分子警戒会的活动。
3. 被扣押者被认为是顽固不化的偏激分子。

### 下列的支持释放的主要因素
- 被扣押者否认知道任何关于瓦法组织与基地组织或者塔利班有关联的消息。
- 被扣押者否认与科威特反对党有任何关系。
- 被扣押者宣称从来没有加入过达克非组织。

## 遣返与释放
阿尔·扎米尔是2005年11月被遣返回科威特的五名科威特人之一。
该五人在科威特被审判，其后被释放。
华盛顿邮报报道指控他们的主要理由有两条：协助成立了瓦法组织，一个与基地组织有关的阿富汗慈善团体；以及与塔利班共同作战。
另外，指控还声称被扣押者的行为危及到科威特的政权以及其与友邦的关系。
被扣押者的辩护声称在关塔那摩获取的证言不能用于科威特法庭，因为被扣押者和询问者都没有签署。  另外，他们还声称美国的指控不适用于科威特法律。
阿尔·扎米尔的审判开始与2006年3月，在2006年7月22日被释放